# Esfera de Bernal

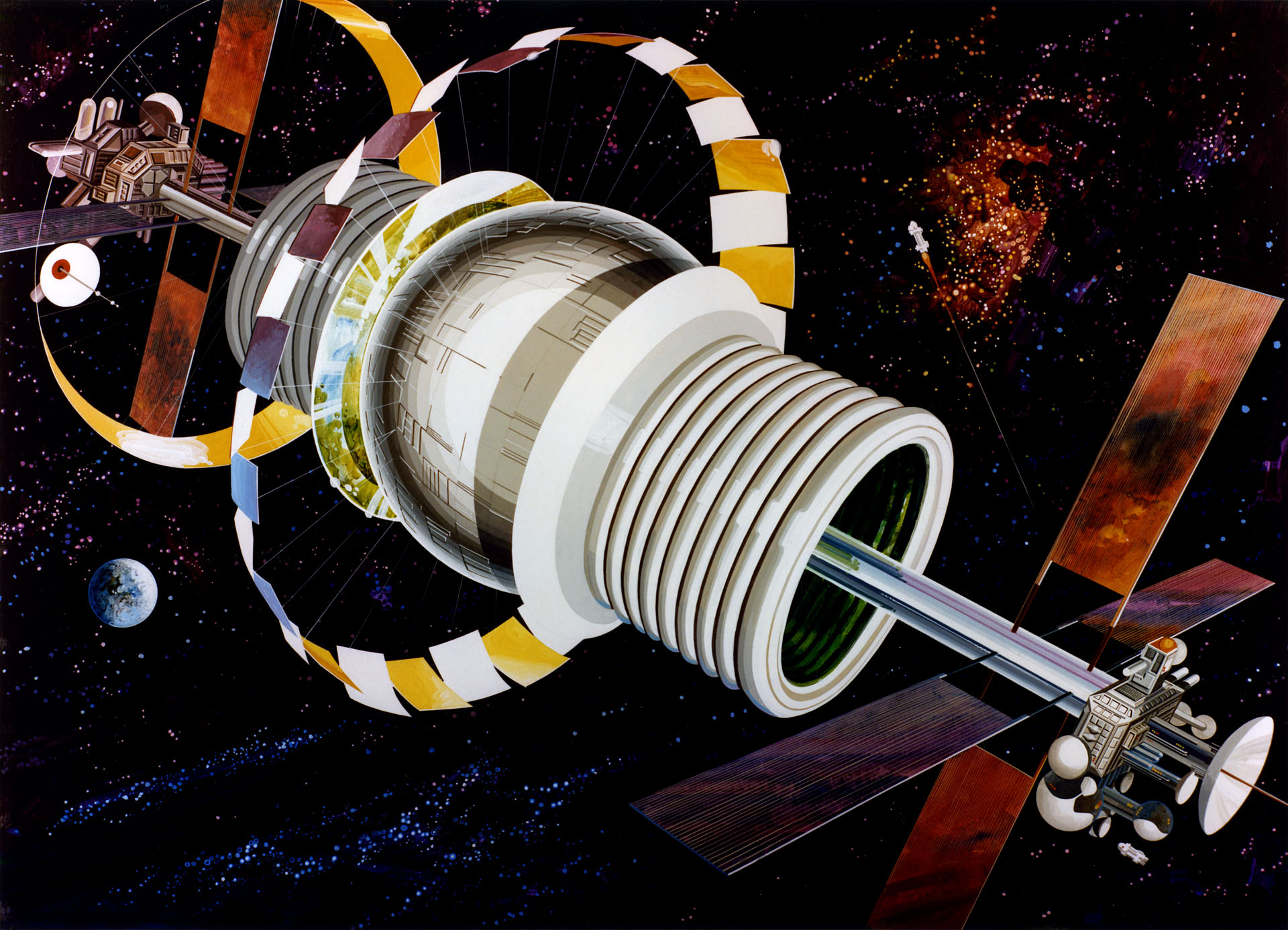
Exterior de uma Esfera de Bernal

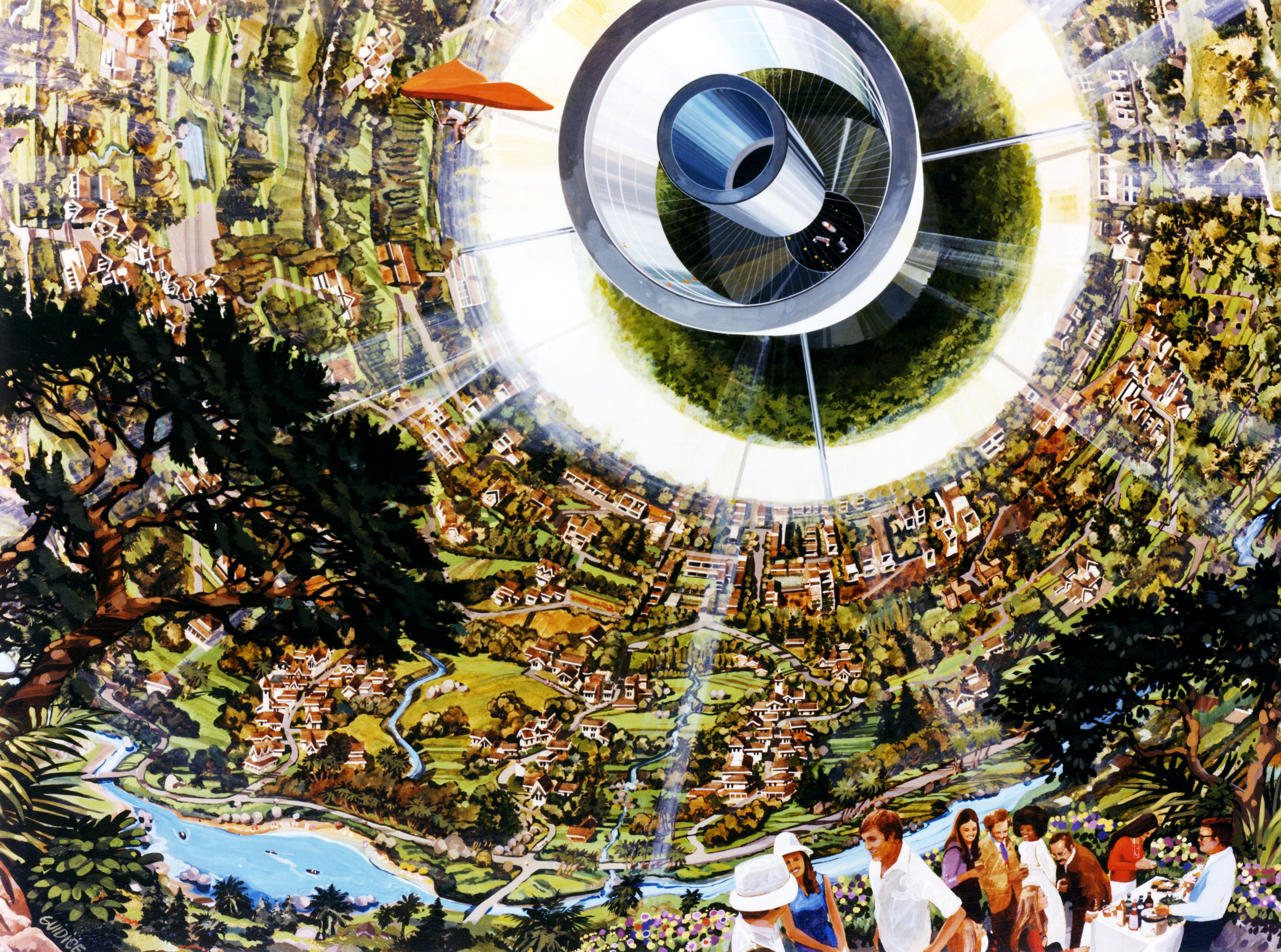
Interior de uma Esfera de Bernal

Uma "esfera de Bernal" é um tipo de habitação espacial planejado como um ambiente de permanência de longo prazo no espaço, proposto pela primeira vez em 1929 por John Desmond Bernal.
A proposta original de Bernal descrevia uma concha esférica oca em diâmetro, planejada para uma suportar uma população de 20000 a 30000 pessoas. A esfera de Bernal seria preenchida com  ar.

## Ilha Um
Em uma série de estudos realizados na Universidade de Stanford em 1975 e 1976 com o objetivo de especular sobre desenhos para futuras colônias espaciais, o Dr. Gerard K. O'Neill propôs Ilha Um (Island One), uma Esfera de Bernal modificada com um diâmetro de apenas 500 metros girando a 1.9  RPM, mais rápido que isso se mostrou desbalancear o desenho do projeto. A força centrífuga gerada pela rotação produziria  gravidade artificial parecida com a da Terra, no equador da esfera. O resultado seria uma paisagem interior que se assemelharia a um grande vale que percorre todo o equador da esfera.  Ilha Um  seria capaz de fornecer espaço de vida e lazer para uma população de aproximadamente dez mil pessoas, com um habitat de habitação e podendo ser usado para agricultura. A luz solar deveria ser fornecida ao interior da esfera usando um espelho externo para direcioná-la através de grandes janelas perto dos pólos. A forma de uma esfera foi escolhida por sua capacidade ideal de conter pressão de ar e sua eficiência de massa ideal ao fornecer proteção contra radiação.

## Ilha Dois
O'Neill imaginou a próxima geração de habitats espaciais como uma versão maior da Ilha Um. A "Ilha Dois" teria aproximadamente 1800 metros de diâmetro, produzindo uma circunferência equatorial de quase seis quilômetros e meio (quatro milhas). O tamanho foi impulsionado pela economia; o habitat deveria ser pequeno o suficiente para permitir transporte eficiente dentro do habitat e grande o suficiente para sustentar uma base industrial eficiente.:93

## Galeria de Imagens

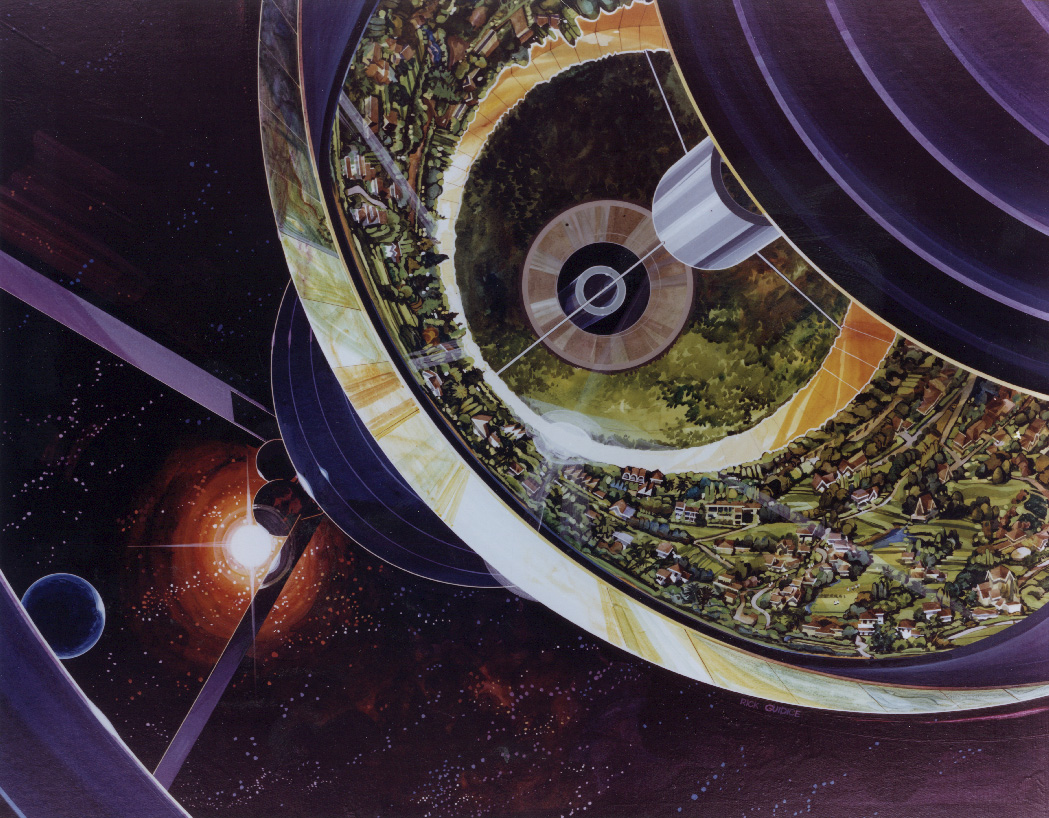
O interior da esfera como visto do portal da luz solar
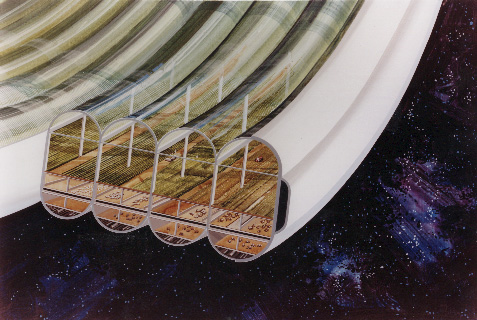
Módulo agrícola de uma esfera de Bernal
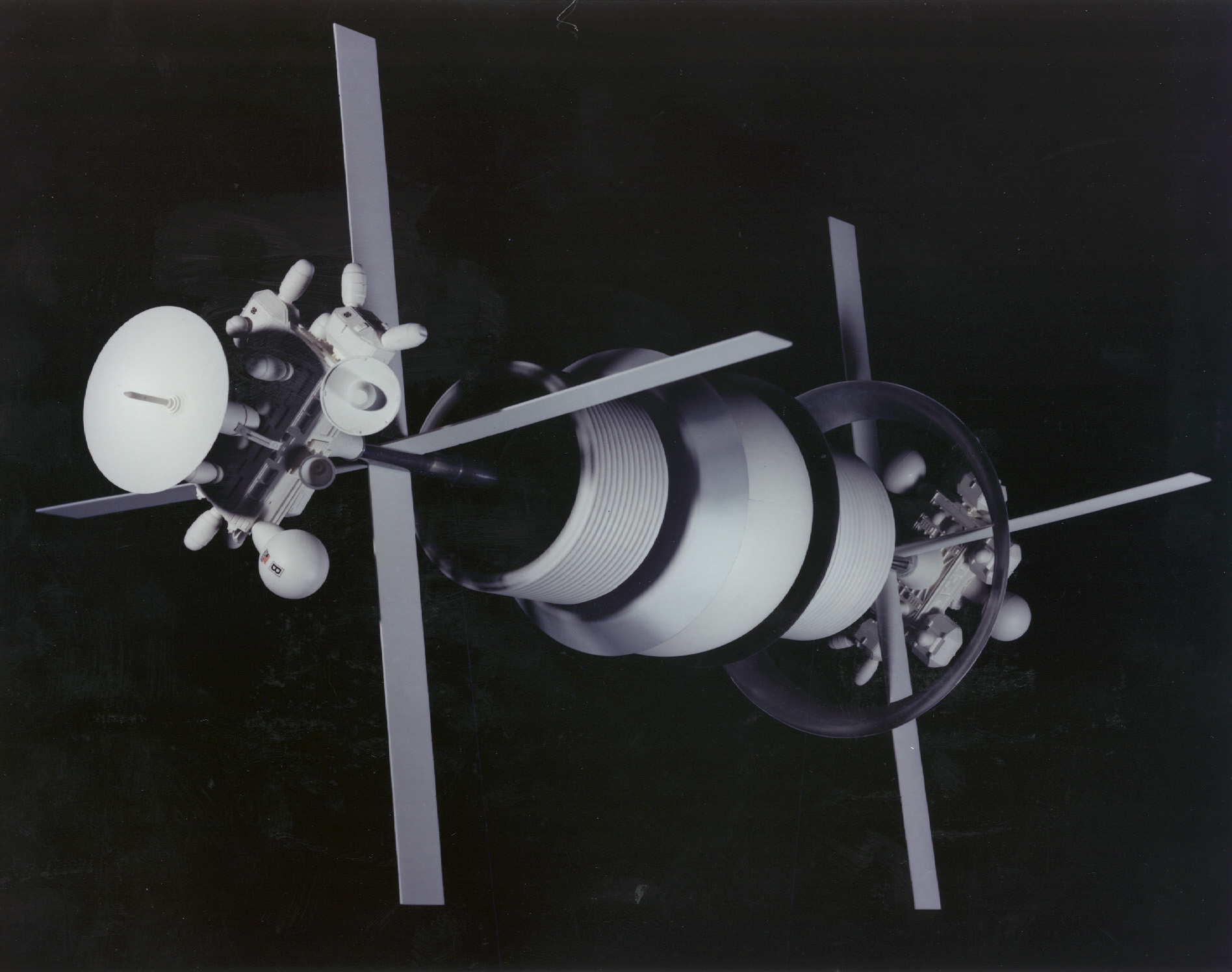
Exterior da Esfera de Bernal
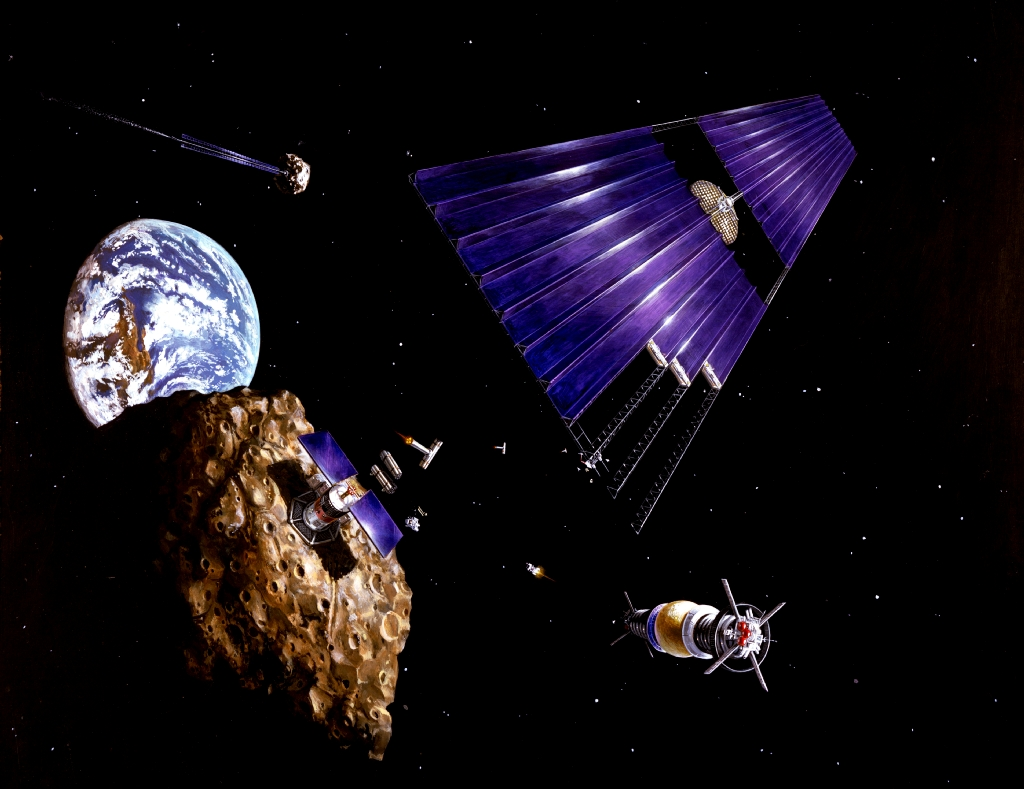
Uma esfera de Bernal ao lado de um satélite de energia solar e uma estação de mineração de asteróides